# Гуменюк Олександр Леонідович
Олекса́ндр Леоні́дович Гуменю́к (нар. 5 серпня 1964, Ясенове Друге, СРСР — пом. 15 серпня 2014, Дебальцеве, Україна) — український військовик, полковник (посмертно), засновник та командир 11-го батальйону територіальної оборони «Київська Русь». Загинув від кулі снайпера під час війни на сході України. Лицар ордена Богдана Хмельницького III ступеня (2014), лицар ордена «Народний Герой України» (посмертно).

## Життєпис
05.1983—11.1983 — курсант в/ч 23590 (СКВО).
11.1983—06.1985 — механік метеоприладів в/ч 55618 (КВО).
08.1986—06.1990 — курсант Рязанського ВВДКДКУ (КБВО).
06.1990—09.1990 — командир парашутно-десантного взводу ВДБ (ВДВ).
09.1990—12.1990 — командир комендантського взводу ВДБ (ВДВ).
12.1990—02.1992 — командир взводу-викладач шп вдв (ВДВ).
08.1993—08.1995 — командир навчальної роти амд (ОдВО).
08.1995—12.1995 — начальник штабу — заступник Командира 28ОУБ (ОдВО).
12.1995—10.1997 — заступник командира 28ОУБдВО (ОдВО).
10.1997—08.1999 — заступник командира батальйону амб (ОдВО).
08.1999—01.2001 — командир парашутно-десантного батальйону амд (Півд. ОК).
01.2001—09.2001 — начальник штабу — перший заступник командира полку 80 оамп (Зах. ОК).
09.2001—06.2003 — слухач факультету підготовки фахівців оперативно-тактичного рівня НАО.
06.2003—01.2004 — начальник штабу — перший заступник командира центру нцсп (Півд. ОК).
01.2004—03.2004 — у розпорядженні ГСВ ЗСУ.
03.2004—07.2005 — старший офіцер групи бойової підготовки овш уамв (КСВ ЗСУ).
07.2005—09.2006 — начальник групи бойової підготовки овш уамв (КСВ ЗСУ).
З 03.2014 — командир 11 батальйону територіальної оборони Київського обласного військового комісаріату оперативного командування «Північ» Сухопутних військ Збройних Сил України.
Проходив службу в складі українського миротворчого контингенту в колишній Югославії.

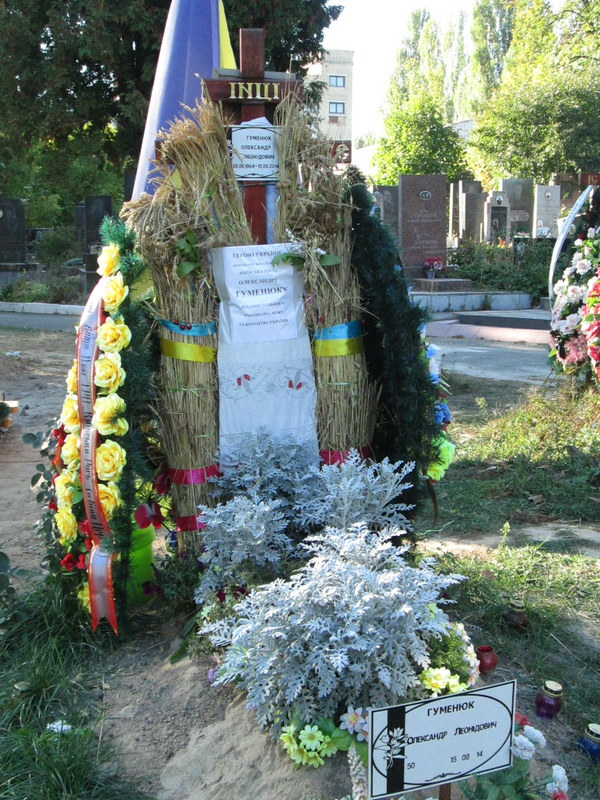
Могила Олександра Гуменюка

15 серпня 2014 року загинув у бою поблизу села Малоіванівка Перевальського району Луганської області. Похований у Києві, на Лук'янівському військовому цвинтарі (ділянка № 4).

## Нагороди та вшанування
- Орден Богдана Хмельницького III ступеня (21 серпня 2014, посмертно) — за особисту мужність і героїзм, виявлені у захисті державного суверенітету та територіальної цілісності України, вірність військовій присязі, високопрофесійне виконання службового обов'язку (посмертно)[5]
- Орден «Народний Герой України» (2015).
- Його портрет розміщений на меморіалі «Стіна пам'яті полеглих за Україну» у Києві: секція 2, ряд 7, місце 35.
- Вшановується 15 серпня на щоденному ранковому церемоніалі вшанування українських захисників, які загинули цього дня у різні роки внаслідок російської збройної агресії[6].

## Сім'я
Дружина — Гуменюк-Торган Олена Олександрівна. Діти — Гуменюк Святослав Олександрович, Гуменюк Олег Олександрович, Гуменюк Максим Олександрович.